# Lugio

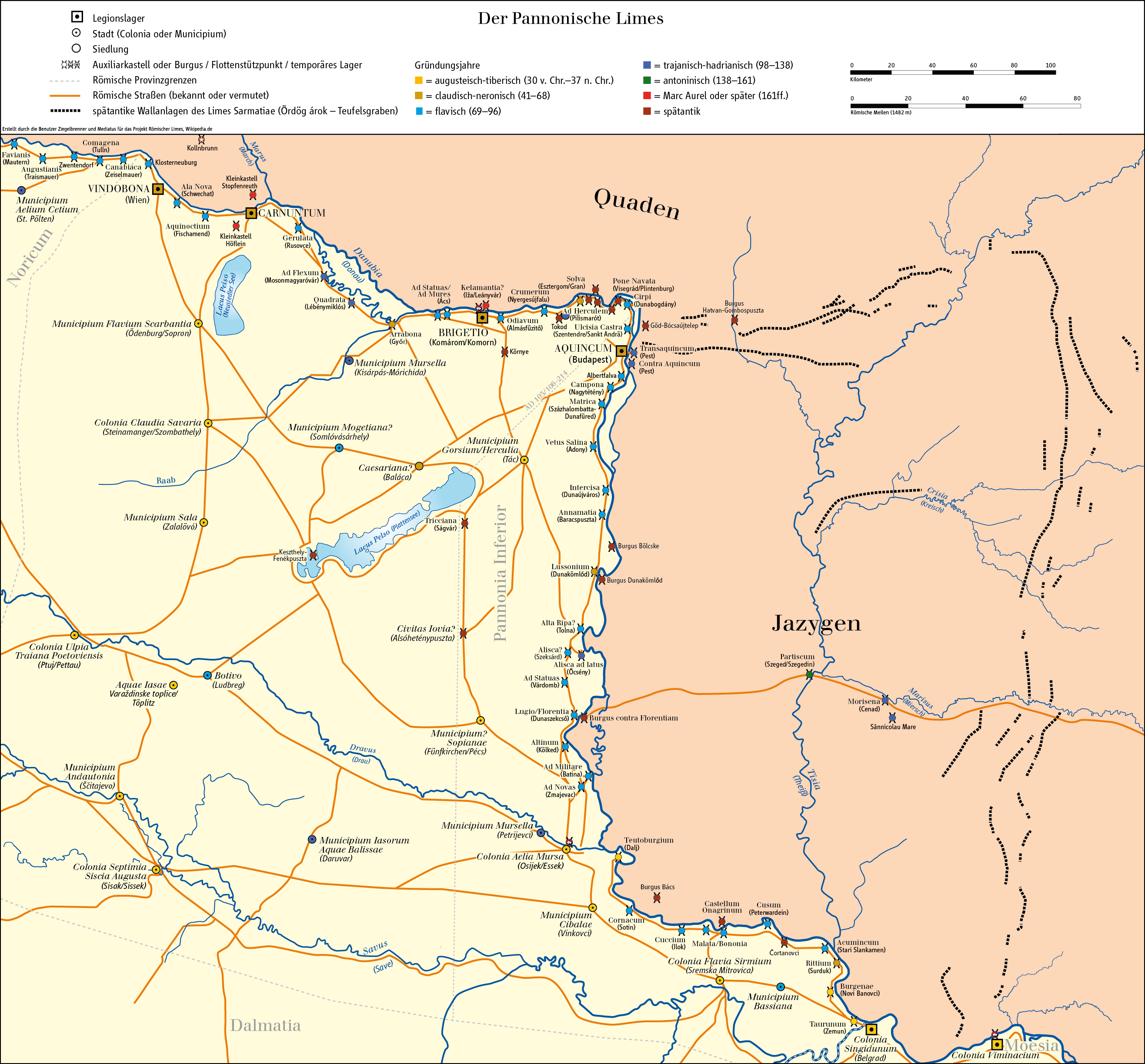
Castelul Dunaszekcső era situat în partea inferioară a limesului panonico - danubian.

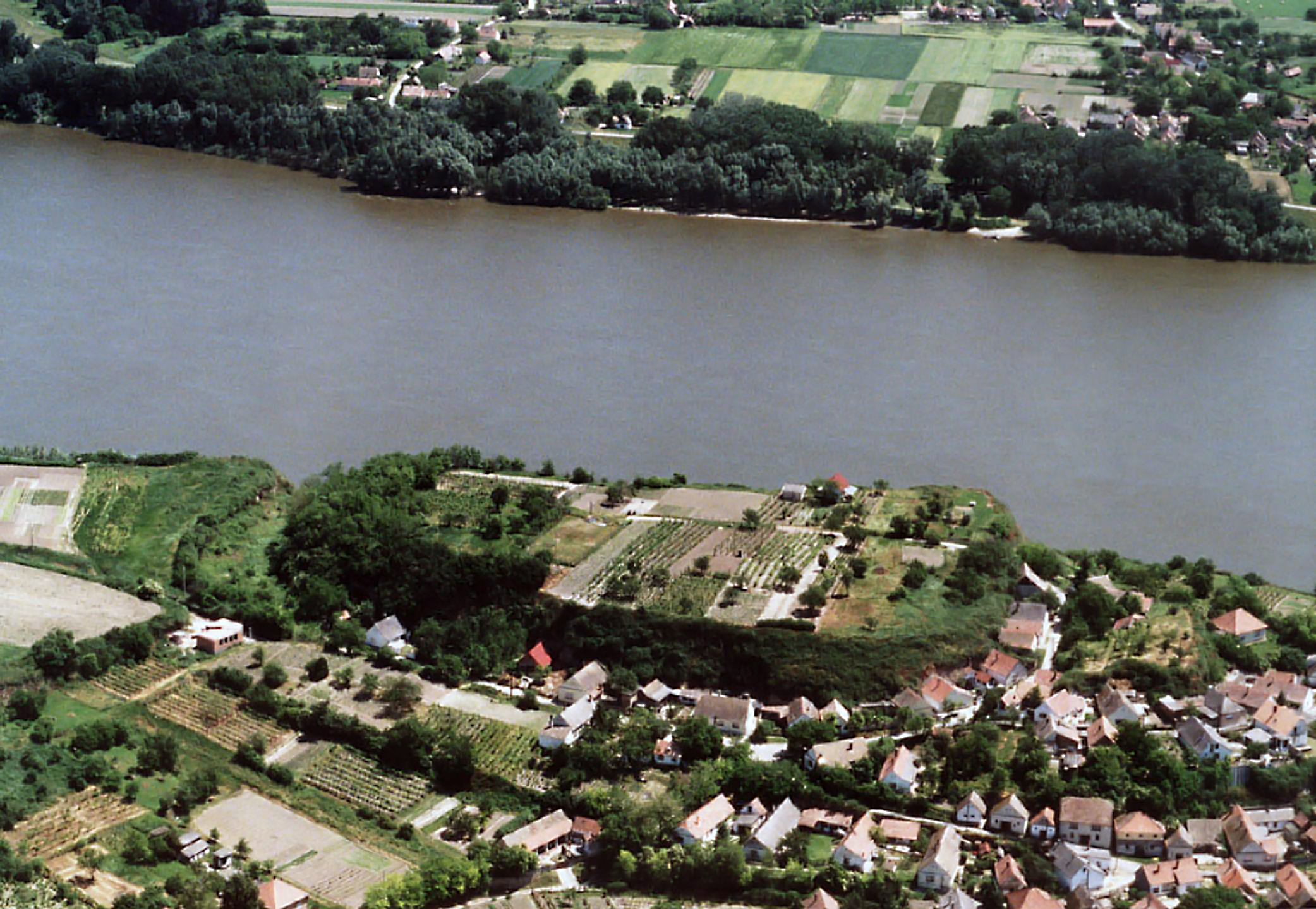
Urme romane la Dunaszekcső

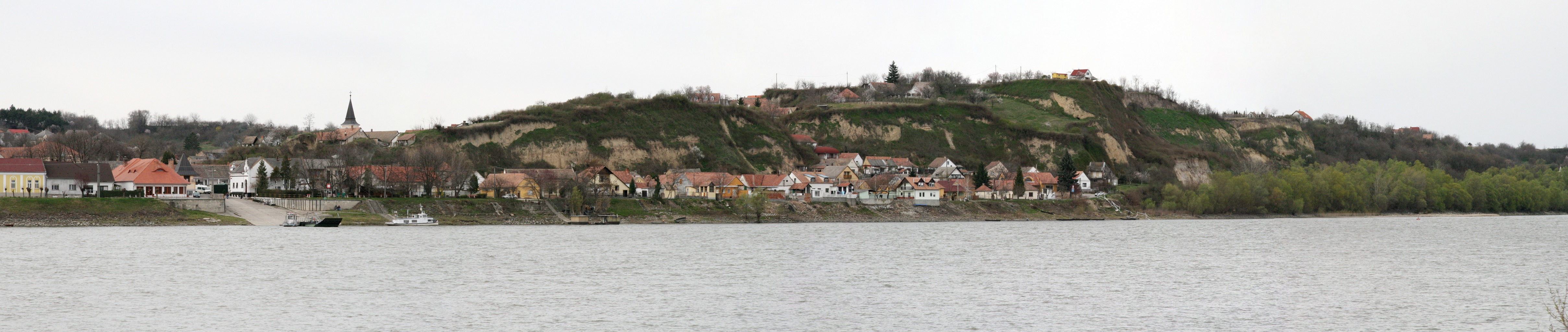
Vedere de pe malul opus al Dunării a Castelului Dunaszekcső

Lugio  (astăzi Castelul Dunaszekcső  din Ungaria) (latină Lugio în antichitatea târzie, redenumit Florentia) a fost o tabără militară romană care păzea Limesul Pannonicus. Dunărea forma, în linii mari, frontiera naturală a Imperiului Roman. 

## Situare
Tabăra romană domina peisajul, ridicându-se pe pante abrupte mai mult de 40 de metri deasupra Dunării.

## Comentarii
1. ↑  András Mócsy: Die spätrömische Schiffslände in Contra Florentiam.